# EE-Media
EE-Media (chinois : 天娱传媒) est un label discographique chinois, basé à Shanghai. Il est fondé en 2004 sous la société mère Broadcasting System Hunan. Elle est spécialisée dans la musique mandopop.

## Histoire
Le label est fondé en 2004 après le succès de Super Girl et Super Boy, des deux concours de chant. De nombreux concurrents sont devenus des idoles et attirent de nombreux fans. Grâce à cela, la chaîne Broadcasting System Hunan a tiré de nombreux investissements et a ainsi créé le label.

## Polémiques
Depuis que la société Tian Entertainment Media Company de Hunan a organisé le concours de talents Super Girl en 2004, chaque année après le concours de talents, les candidats sont en principe engagés par la société, avec un contrat de base d'une durée de 8 ans. En raison de la longue durée du contrat et des intérêts conflictuels entre la société et les artistes, il est souvent fait état de résiliations unilatérales de contrats par les artistes. En 2005, Zhou Pengzhang et He Jie de Supergirl, Shang Wenjie, championne de Super Girl en 2006, et Chen Chusheng, champion de Super Boy en 2007, résilient unilatéralement leur contrat avec Sky Entertainment. En raison du montant astronomique des dommages-intérêts, les procès entre les deux parties ont duré plusieurs années, et pendant la période de litiges contractuels, les artistes n'ont pas été autorisés à se présenter à Hunan TV pour participer aux programmes, et les journaux télévisés ont pris l'habitude de ne pas publier de rapports à ce sujet. Par coïncidence, tous les artistes qui ont résilié leur contrat avec Sky Entertainment rejoignent finalement Huayi Brothers, une agence artistique célèbre en Chine,
En janvier 2013, lors d'un concert de remise de prix au Taipei Arena, Su Sheng et Li Wei, deux artistes de Sky Entertainment, se battent dans les coulisses à cause d'un différend relationnel. La raison de l'incident était que Li Wei avait envoyé sur ses sites de médias sociaux ce qui semblait être une photo de lit de lui et de la petite amie de Su Sheng à l'époque ; Su Sheng accusera Li Wei d'avoir unilatéralement attisé les spéculations et de nuire à la réputation de sa petite amie. Après l'incident, Sky Media publie une déclaration affirmant que l'incident avait causé un grave préjudice d'honneur à la société et porté atteinte à l'image de la société et de ses artistes, et a donc uni ses forces à celles de Sony Music, la maison de disques de Su, pour traiter avec lui en interne et mettre un terme à toutes ses activités artistiques futures. Su admet ensuite sur les réseaux sociaux avoir eu tort, s'excuse, et accepte tous les arrangements raisonnables de la part de son agence et de sa maison de disques. Cependant, après plus de 200 jours, le 23 juillet 2013, Su Sheng publie sur son microblog une déclaration indiquant qu'il avait unilatéralement mis fin à son contrat avec Sky Entertainment Media, soulignant que la société n'avait pas pris d'arrangements raisonnables pour qu'il arrête sa carrière d'artiste jusqu'à ce moment-là.

## Artistes

### Artistes masculins
- Guo Jingming
- Amguulan
- Jason Zhang
- Wei Chen
- Yu Haoming
- Zhang Han
- Zhu Zixiao
- Wang Yuexin
- Su Xing
- Ji Jie
- Lu Hu
- Guo Biao
- Wang Zhengliang
- Yao Zheng
- Zhu Yan
- Zhong Zhuo
- Ping An
- Jia Hai
- Lu Nuo

- Artistes masculins ayant quitté EE-Media : Chen Chusheng (2007-2009).

### Artistes féminines
- Un Youqi
- Li Yuchun
- Tan Weiwei
- Xu Fei
- Li Na
- Zheng Shuang
- Zhang Yafei
- Li Weiwei
- Tang Xiao
- Xia Ying
- Chen Xibei
- Ai Mengmeng
- Han Zhenzhen
- Hong Chen
- Tong Wejia

- Artistes féminines ayant quitté EE-Media : Liu Liyang (2006-2007), Zhou Bichang (2005), He Jie (2005-2010), et Pan Chen (2009).

### Groupes
- Top Combine
- Strings
- Reborn Portfolio
- I Me
- 8090